# Paspalum approximatum
Paspalum approximatum är en gräsart som beskrevs av Johann es Christoph Christian Döll. Paspalum approximatum ingår i släktet tvillinghirser, och familjen gräs. Inga underarter finns listade i Catalogue of Life.